# Кадака (микрорайон)
Ка́дака (эст. Kadaka — «Можжевеловый») — микрорайон в районе Мустамяэ города Таллина, столицы Эстонии.

## География

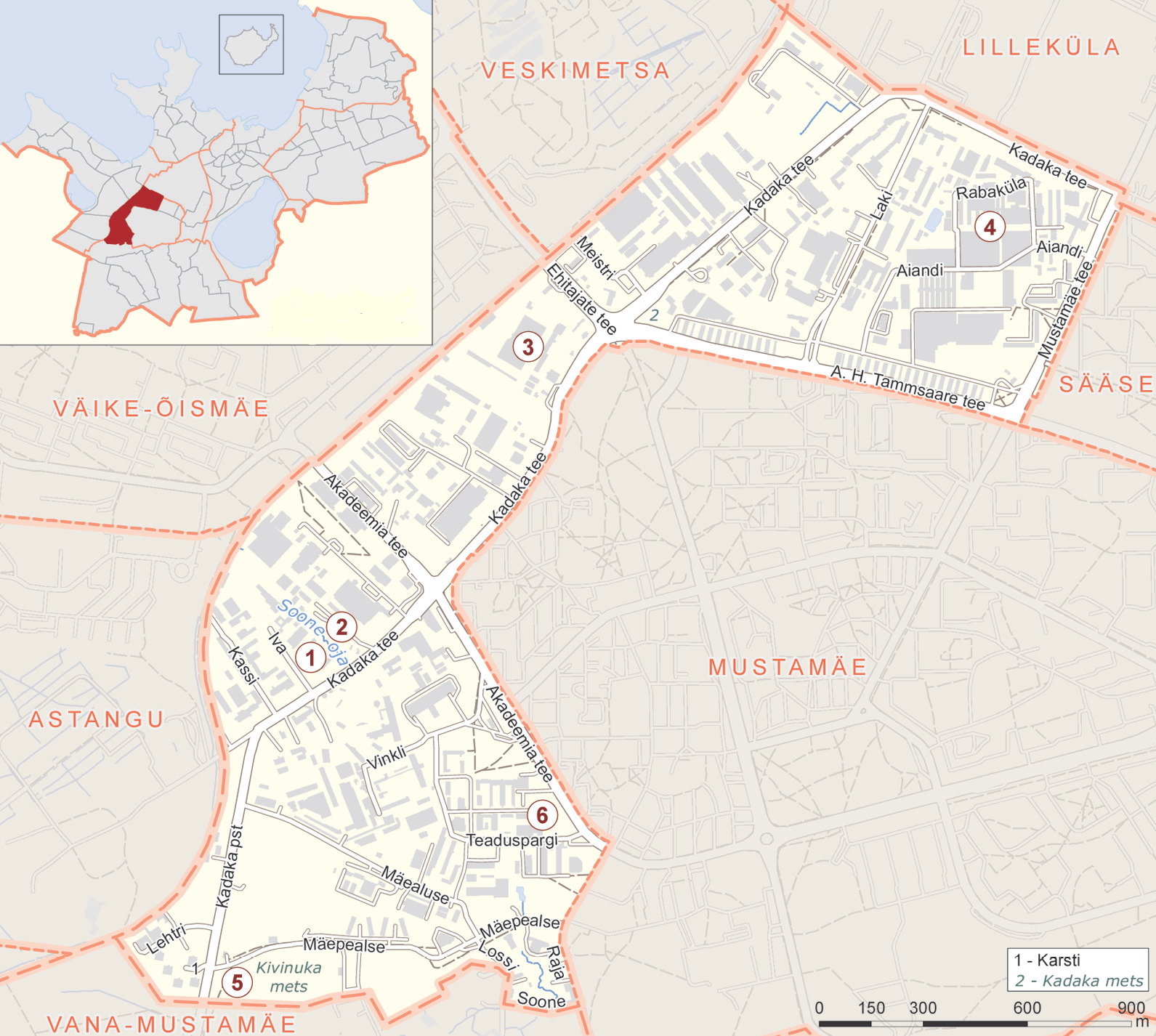
Карта микрорайона Кадака

Расположен в западной части Таллина. Граничит с микрорайонами Вескиметса, Лиллекюла, Сяэзе, Мустамяэ, Вана-Мустамяэ, Астангу и Вяйке-Ыйсмяэ. Площадь — 2,81 км². Плотность населения на 1 января 2023 года — 2279,3 чел/км².

## Улицы
Основные и самые протяжённые улицы микрорайона Кадака: Айанди, Акадеэмия, Кадака, Лаки, Мустамяэ, Мяэалузе, Мяэпеалсе, Рая, А. Х. Таммсааре, Эхитаяте. 

## Население
| Численность населения микрорайона Кадака на 1 января по данным Регистра народонаселения | Численность населения микрорайона Кадака на 1 января по данным Регистра народонаселения | Численность населения микрорайона Кадака на 1 января по данным Регистра народонаселения | Численность населения микрорайона Кадака на 1 января по данным Регистра народонаселения | Численность населения микрорайона Кадака на 1 января по данным Регистра народонаселения | Численность населения микрорайона Кадака на 1 января по данным Регистра народонаселения | Численность населения микрорайона Кадака на 1 января по данным Регистра народонаселения | Численность населения микрорайона Кадака на 1 января по данным Регистра народонаселения |
| 2008                                                                                    | 2010                                                                                    | 2011                                                                                    | 2012                                                                                    | 2013                                                                                    | 2014                                                                                    | 2015                                                                                    | 2016                                                                                    |
| --------------------------------------------------------------------------------------- | --------------------------------------------------------------------------------------- | --------------------------------------------------------------------------------------- | --------------------------------------------------------------------------------------- | --------------------------------------------------------------------------------------- | --------------------------------------------------------------------------------------- | --------------------------------------------------------------------------------------- | --------------------------------------------------------------------------------------- |
| 1918                                                                                    | ↗2199                                                                                   | ↗2425                                                                                   | ↗2571                                                                                   | ↗2660                                                                                   | ↗2851                                                                                   | ↗3030                                                                                   | ↗3354                                                                                   |
| 2017                                                                                    | 2018                                                                                    | 2019                                                                                    | 2020                                                                                    | 2021                                                                                    | 2022                                                                                    | 2023                                                                                    |                                                                                         |
| ↗3791                                                                                   | ↗4225                                                                                   | ↗4306                                                                                   | ↗4817                                                                                   | ↗5233                                                                                   | ↗5716                                                                                   | ↗6403                                                                                   |                                                                                         |

## История
Предшественницей современного микрорайона Кадака была старинная деревня, упомянутая в 1686 году как Kaddaka, в 1688 году — Kadaka Byy, в 1689 году — Kaddacka By. Её восточная часть (Хааберсти-Кадака) была присоединена к Таллину в 1958 году, западная часть (Харку-Кадака) — в 1975 году. Микрорайон Кадака был образован в 1991 году и включил в себя бо́льшую часть бывшей деревни (юго-восточная часть относится к микрорайону Мустамяэ).

## Предприятия и учреждения
- Akadeemia tee 23 — Институт химической физики и биофизики;
- Mäealuse tn 14 — Эстонский морской институт Тартуского университета;
- Teaduspargi tn 6/1 — научный парк «Технопол» (офисы компаний «Skype», «Cybernetica,» «Starship Technologies», «Ektaco», «SMIT» и других, всего более 200 технологических предприятий[10]).

## Торговые предприятия
- Akadeemia tee 35 — супермаркет торговой сети «Coop»[эст.];
- Karjavälja tn 4 — торговый центр «Мустика» (Mustika Keskus);
  - супермаркет торговой сети «Prisma»;
- Kadaka tee 56А — cупермаркет торговой сети «Selver»;
- Kadaka tee 56B — магазин канцелярских товаров и товаров для офиса торговой сети «Büroomaailm»;
- Laki põik 4 — магазин стройматериалов «Decora»;
- Laki põik 6 — магазин бытовой техники «Euronics» и офис компании «Euronics Baltic OÜ»;
- Mustamäe tee 90A — ресторан быстрого питания «Hesburger».

## Общественный транспорт
В микрорайоне курсируют городские  автобусы маршрутов № 9, 10, 12, 13, 20, 20А, 24, 25, 26, 26А, 28, 37, 61 и троллейбусы № 1, 3 и 5 (троллейбусное сообщение временно прекращено в 2024 году).

## Галерея

Микрорайон Кадака
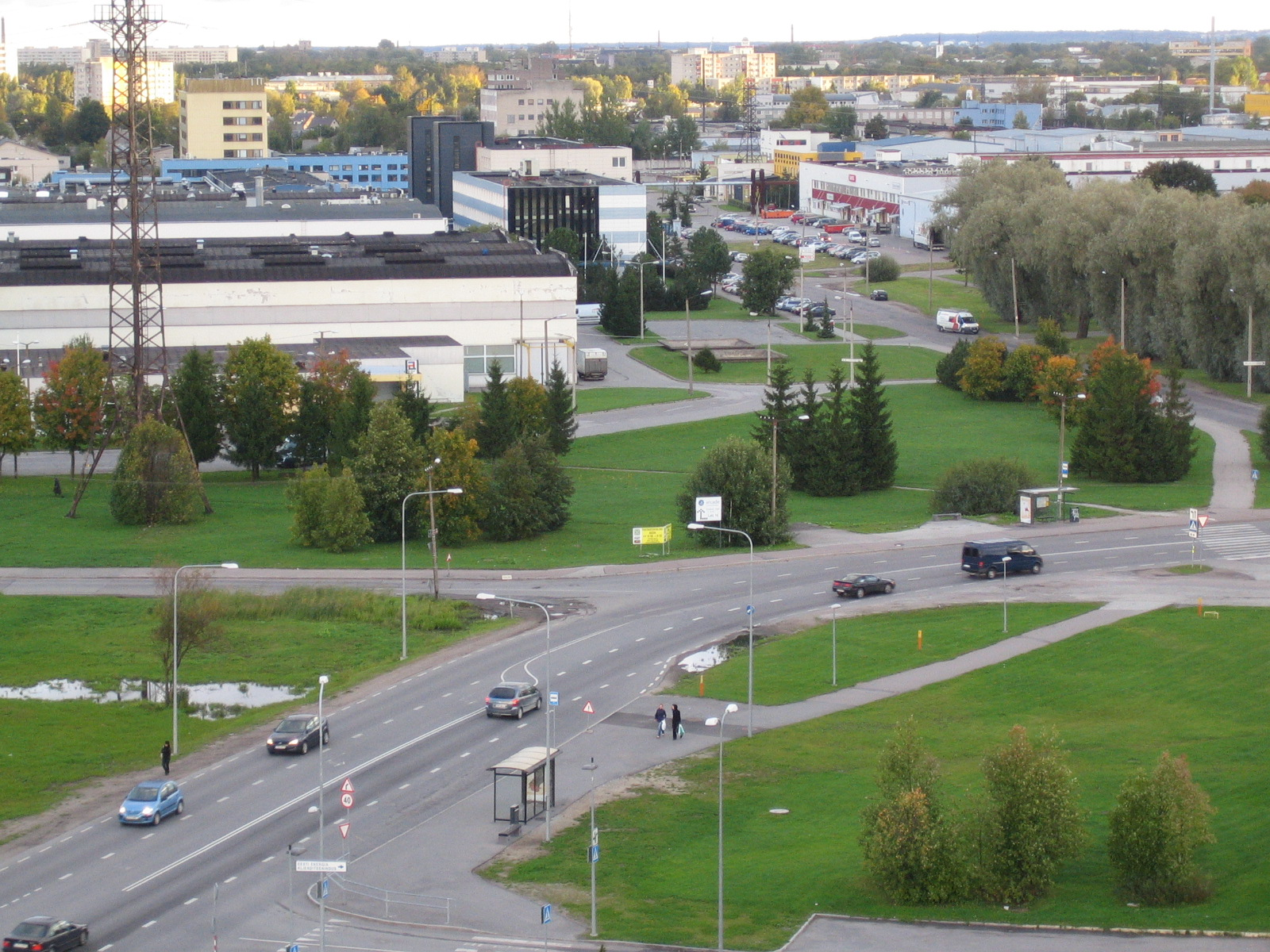
Улица Кадака
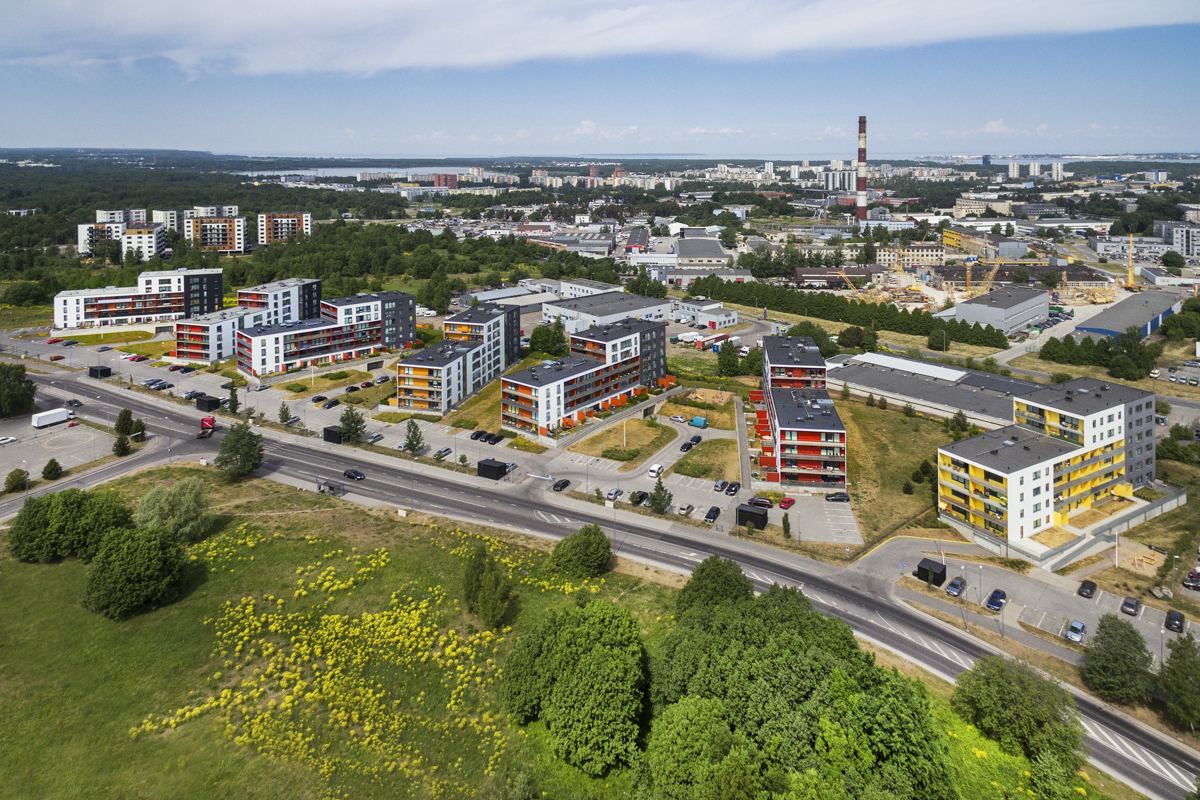
Новые жилые дома на улице Мяэпеалсе
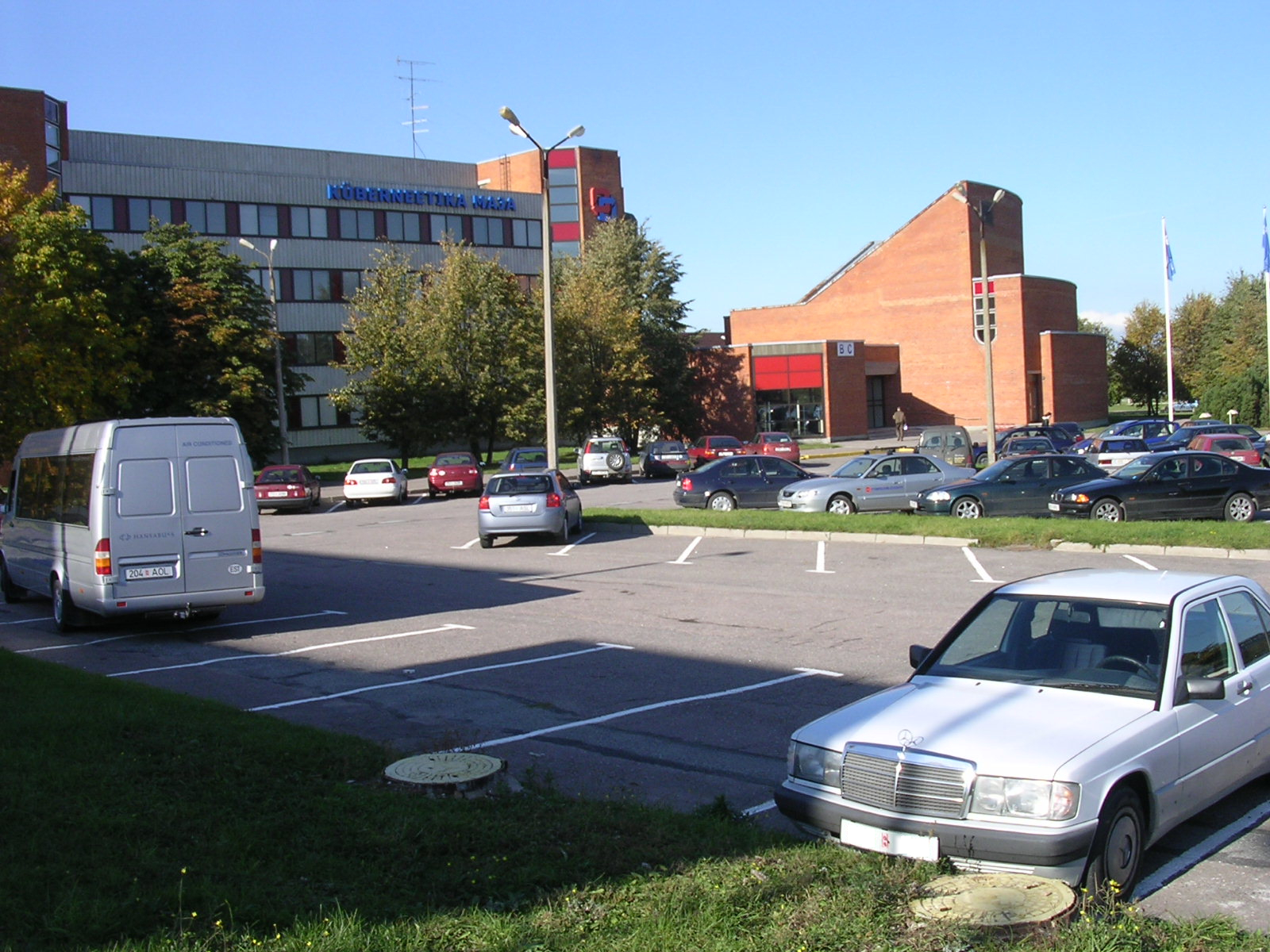
Институт кибернетики
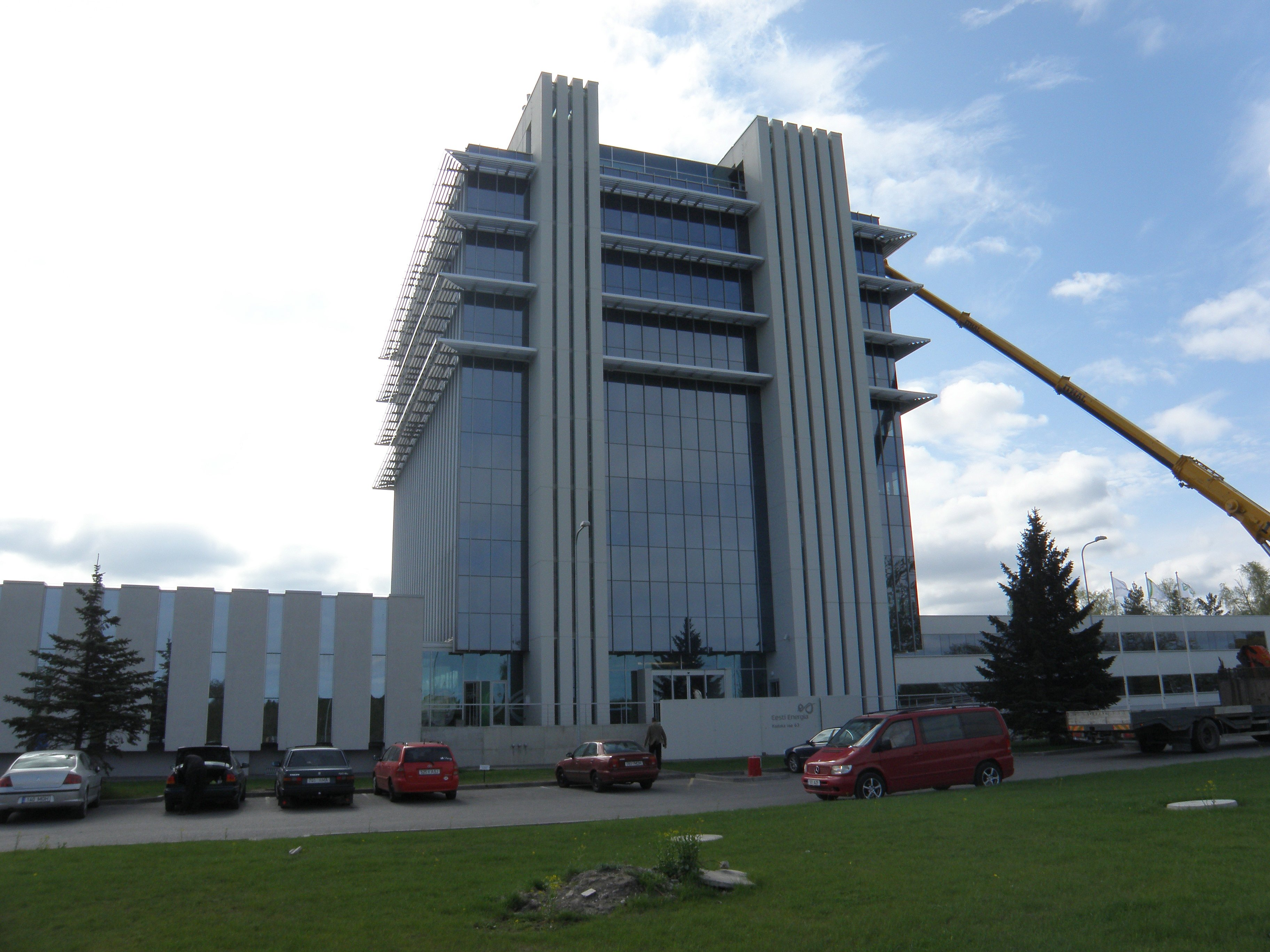
Офис концерна «Eesti Energia»
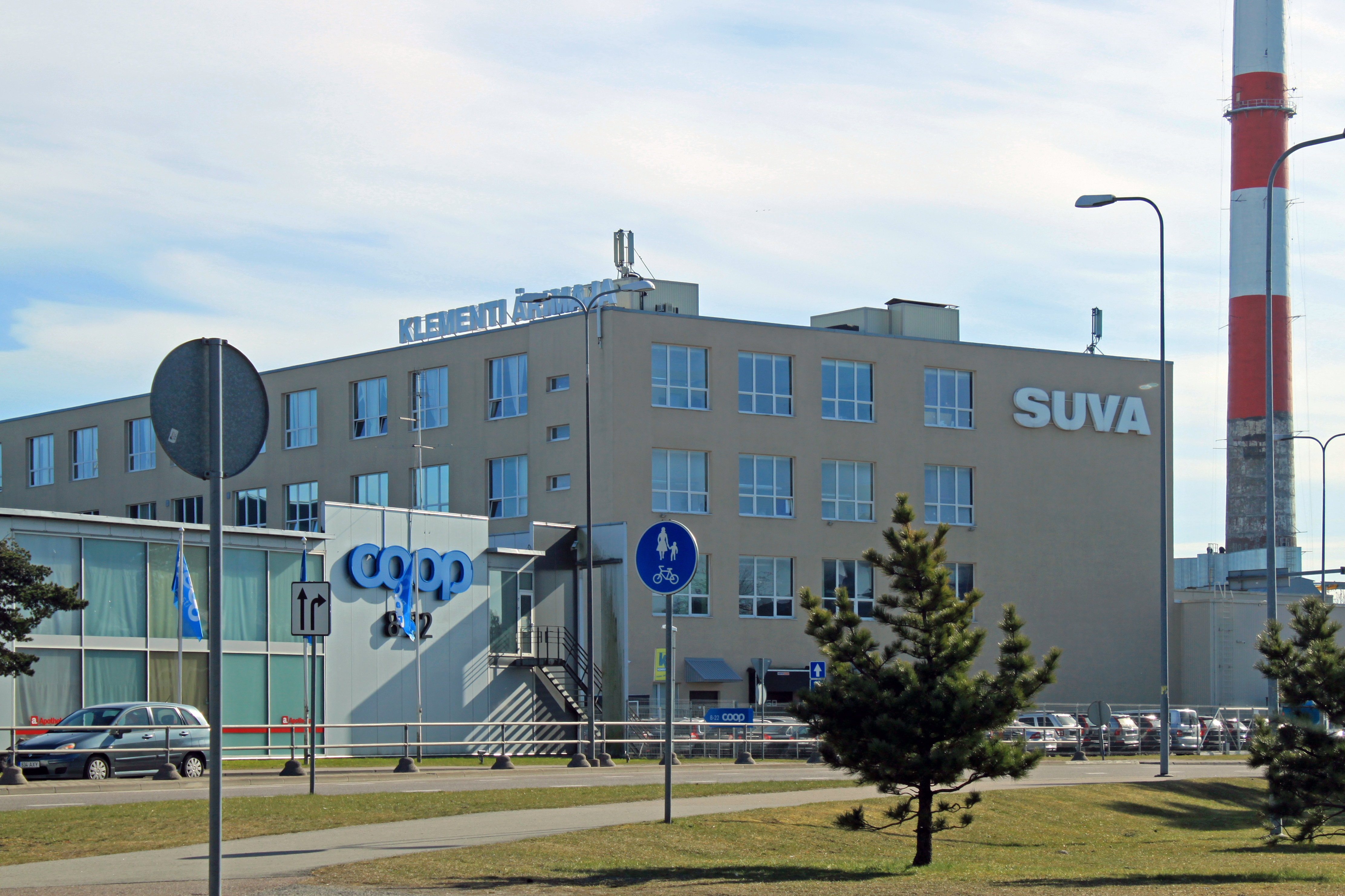
Офисное здание «Klementi Ärimaja», бывшее Таллинское производственное швейное объединение имени В. Клементи